# لانغن (كوكسهافن)
لانغن (باي برمرهافن) (بالألمانية: Langen, Cuxhaven) هي بلدة ألمانية و بلدة تقع في ألمانيا في كوكسهافن.  يقدر عدد سكانها بـ 18,330 نسمة .